# Al-Awja
Al-Awja é uma localidade pertence à cidade sunita iraquiana de Ticrite, na província de Saladino, a 150 km da capital do país, Bagdá. O local é conhecido por ser o local onde o ex-presidente Iraque Saddam Hussein (1937—2006) nasceu.